# Basílica de San Francisco Javier (Dyersville)
La Basílica de San Francisco Javier (en inglés: Basilica of St. Francis Xavier) es la parroquia católica de los habitantes de Dyersville, en Iowa, Estados Unidos. fue la primera iglesia católica de la ciudad, construida en 1889 cuando la anterior, levantada en 1862, se quedó pronto pequeña ante el considerable aumento de feligreses que experimentó ya para 1869.  En su momento, en 1956, fue la decimosegunda basílica del país. La parroquia es parte de la arquidiócesis de Dubuque y está dedicada al misionero San Francisco Javier.
La basílica es de estilo neogótico. Esto incluye las columnas y los techos abovedados. La iglesia tiene una capacidad para unas 1200 personas. Hay cerca de 5000 personas en total en la parroquia.

## Historia

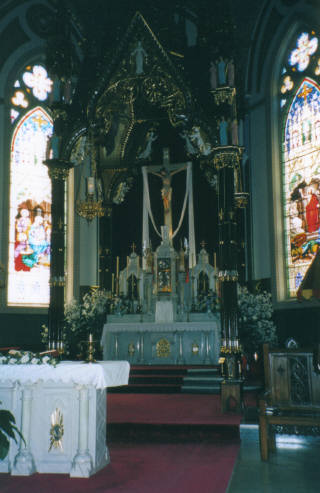
El actual altar principal (delante) y el anterior altar principal (fondo)

Dyersville fue originalmente colonizada por inmigrantes ingleses. En unos pocos años, a estos ingleses, que continuaron llegando, se les unieron inmigrantes alemanes que comenzaron a asentarse en la zona. Se fundó una parroquia para servir a todos estos inmigrantes en 1859. La primera Iglesia de San Francisco Javier se completó en 1862. La parroquia creció rápidamente y la iglesia duplicó su tamaño para 1869. En 1880, quedó claro que con el crecimiento de la población católica de Dyersville y sus alrededores, el viejo edificio eclesial ya no sería adecuado.
El nuevo programa constructivo de las iglesias comenzó a mediados de la década de 1880. La parroquia decidió que fuera un gran edificio de estilo neogótico para servir a la creciente población de la zona. Los arquitectos de Dubuque, Fridolin Heer, Sr. y su hijo Fridolin Heer, Jr., diseñaron la iglesia. El sacerdote en ese momento, Anton Kortenkamp (1834-1889), también tuvo la previsión de colocar el altar sobre una base de roca sólida, uno de los requisitos para que un altar sea consagrado. La construcción se inició en 1887, y la piedra angular se colocó el 3 de junio de 1888. La nueva iglesia fue consagrada por el obispo John Hennessy el 3 de diciembre de 1889. Cuando se dedicó el edificio, trenes especiales llevaron a personas de todo el estado de Iowa a presenciar la ceremonia. Supuso un coste aproximadamente $100,000 dólares de entonces. Tras la finalización del edificio actual, el antiguo se transformó en aulario. Más tarde fue derribado tras completarse la nueva escuela. Las luces eléctricas fuero agregadas en 1904.
El interior de la iglesia está decorado con una serie de pinturas y frescos. Gran parte de este trabajo fue realizado por los artistas de Milwaukee, Clotilda y Alphonse Brielmaier, entre 1904 y 1905. El trabajo de retoque de los frescos originales o para cubrir parcialmente algunos de ellos se realizó en 1930 y 1955.
La rectoría fue construida al oeste de la iglesia en 1935. La residencia, de ladrillo, contiene 14 habitaciones. Las habitaciones son una combinación de espacio habitable privado y oficinas. A. J. Osterhaus Construction de Dyersville fue el contratista que construyó la rectoría. Un garaje y un pasillo lo conectan con la basílica.

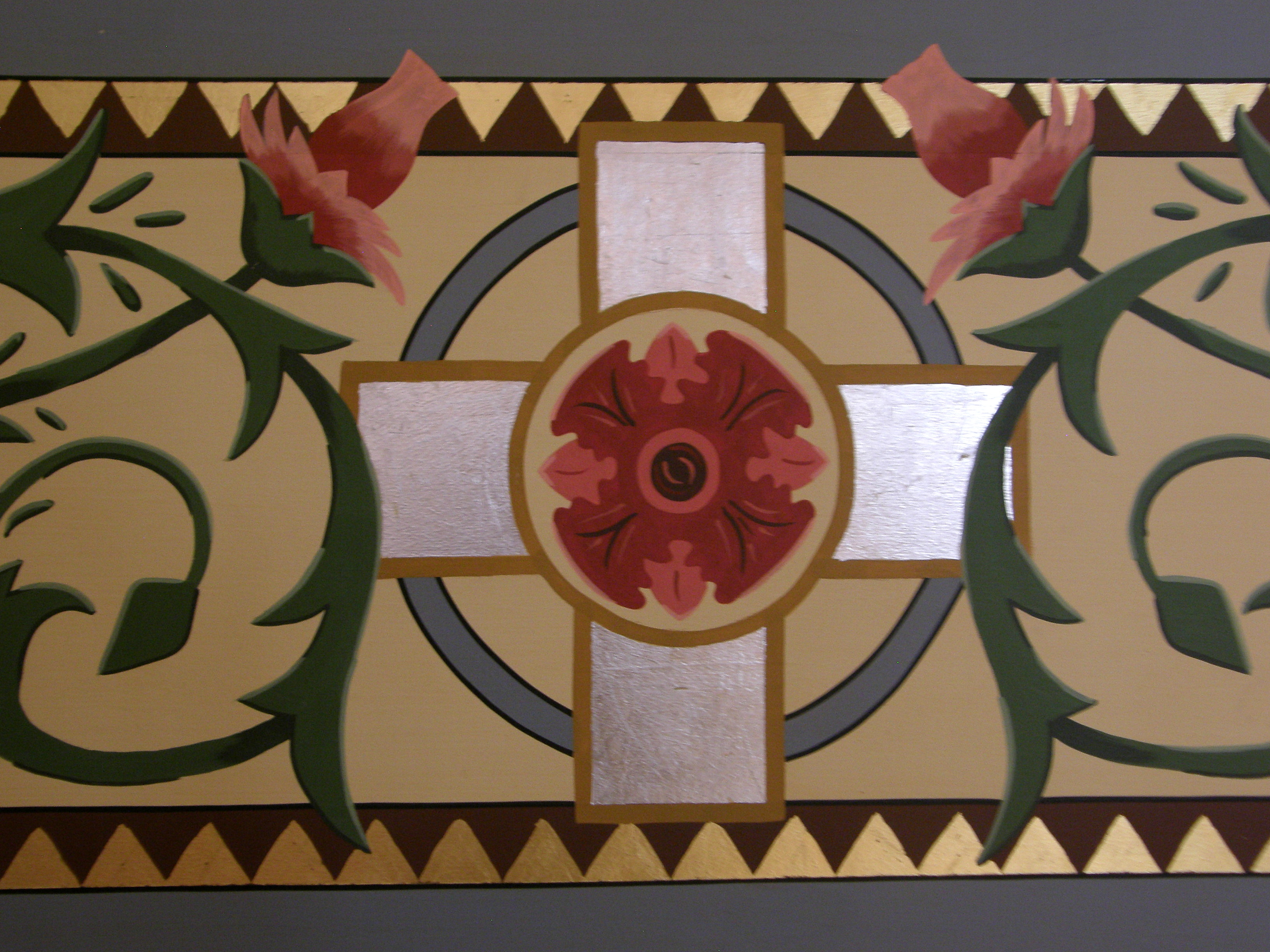
Detalle del fresco mural

El movimiento para elevar la parroquia a basílica menor comenzó en la década de 1940. El entonces padre Mathias M. Hoffman, que había servido como capellán militar en Europa durante la Primera y Segunda Guerra Mundial, inició la causa ante los funcionarios del Vaticano y fue promovida cuando un cardenal alemán de alto rango, Konrad von Preysing, visitó la iglesia. A mediados de la década de 1950, el edificio de la iglesia fue consagrado. En el interior hay una serie de pequeñas cruces de oro en las paredes laterales, que marcan los doce lugares donde las paredes de la iglesia fueron ungidas con crisma durante su consagración. Una vez consagrado, el edificio de una iglesia nunca puede usarse para ningún otro propósito y solo una iglesia consagrada puede elevarse al rango de Basílica. Anteriormente, la parroquia había trabajado mucho para lograr y mantener un estado libre de deudas, requisito preliminar para la consagración de una iglesia. El 11 de mayo de 1956, el papa Pío XII elevó la iglesia al rango de Basílica. Fue la duodécima iglesia en los Estados Unidos en recibir este honor. La misa en la que se nombró oficialmente a la iglesia como basílica atrajo a multitudes de todo el estado, así como a muchos clérigos de alto rango. 
En 1989 se hizo una adición al lado sur de la basílica. Contiene un ascensor para discapacitados, baños y acceso al sótano de la basílica.
A mediados de la década de 1990, la parroquia comenzó a ofrecer una misa tridentina a las 12:00 p. m. los domingos. Esta misa se dice o se canta en latín según el Rito de 1962. En otras ocasiones, la misa del mediodía se ofrece en español. 
El interior de la iglesia fue reformado entre 2000 y 2001. Se limpiaron las pinturas y los frescos. Se restauraron otros frescos que estaban ocultos bajo capas de pintura. El baldaquino, los altares principales, los altares laterales y las estatuas fueron limpiados y restaurados gracias al donativo de un feligrés.

## El edificio eclesial

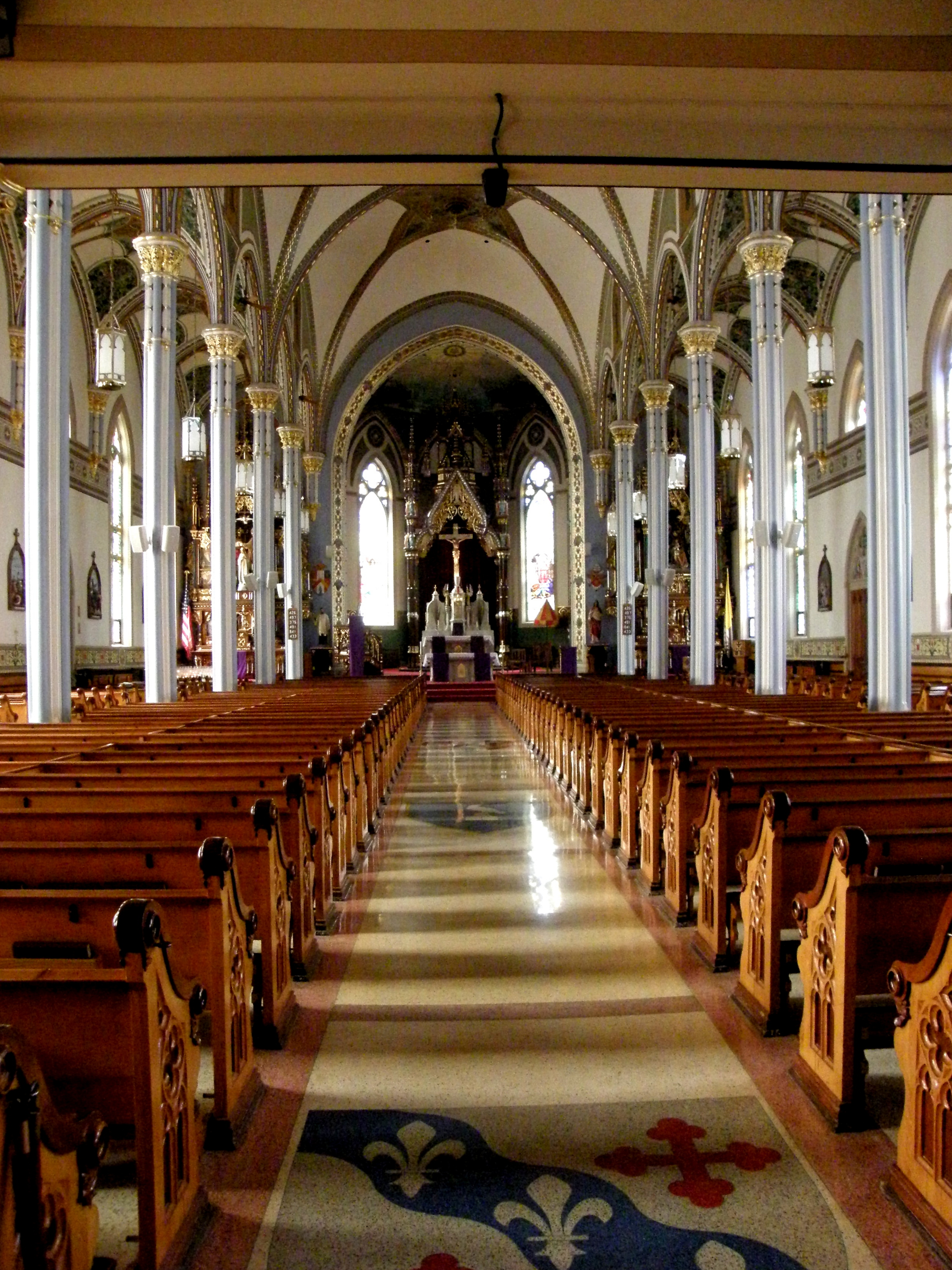
Vista de la nave central hacia el altar

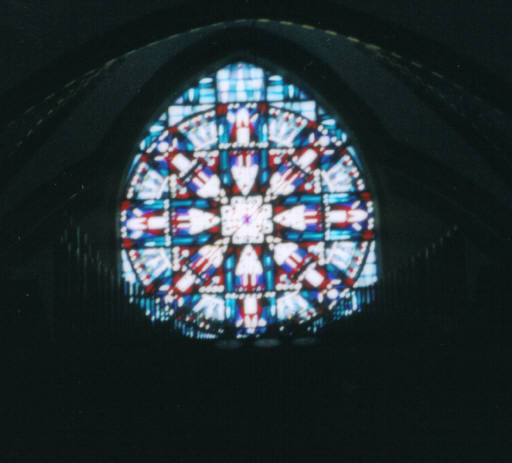
Rosetón

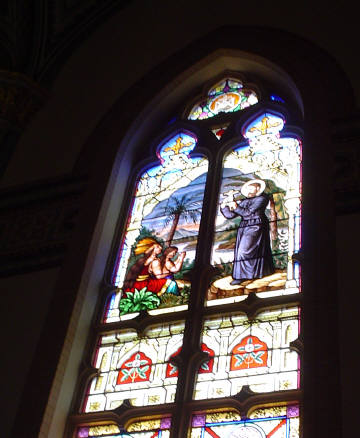
San Francisco Javier evangelizando a indios nativos

La basílica presenta la arquitectura del renacimiento gótico estilo Ruskin. Las dos agujas son de 65 m (212 pies) de altura con cruces de 4,3 m (14 pies) cubriendo las agujas. Esto ayuda a hacer que la iglesia sea visible desde mucha distancia. La iglesia muestra una estructura rectangular que mide 53,2 por 21,3 m (174,5 por 70 pies) y una altura de 23 m (76 pies). Tiene un ábside poligonal en su lado occidental. El interior incluye columnas y techos abovedados. La iglesia tiene una capacidad de aproximadamente 1.000 personas, habiendo unas 5.000 personas en total en la parroquia. 
La iglesia alberga 64 grandes ventanas acristaladas, dos ellas notables. El principal es un rosetón sobre las entradas al templo, instalado en 1959. Reemplazó una ventana convencional de la iglesia en la que el marco se había deteriorado. Se seleccionó un motivo indio en reconocimiento de muchas tribus indígenas locales que habitaban esta área 150 años antes.
Los dos altares laterales fueron diseñados por J. E. Brielmaier y erigidos en marzo de 1897. Miden 11,0 por 4,6 m (36 por 15 pies) y están hechos de nogal blanco. El altar de María se llama "La coronación" y el de José se llama "La Sagrada Familia". Brielmaier también diseñó el baldaquino de nogal sobre el altar mayor, que es de mármol italiano tallado. Ambos fueron colocados en diciembre de 1897. El baldaquino se eleva a 16 m (52 pies) de altura. El crucifijo tallado en madera sobre el altar fue creado en 1873 para la iglesia original. El púlpito, adornado de 1906, se encuentra a la izquierda del altar. También tallado en nogal blanco, originalmente estaba ubicado en la nave y tenía un dosel tallado sobre él. Fue trasladado al presbiterio en la década de 1940 y el dosel se retiró en ese momento. Las imágenes talladas en el púlpito incluyen a los evangelistas: Mateo, Marcos, Lucas, Juan y los apóstoles Pedro y Pablo; y cinco doctores de la Iglesia occidental: Ambrosio, Jerónimo, Gregorio, Agustín y Tomás de Aquino. Un altar independiente fue creado por Fritz Ganshirt y colocado en 1973.
Sobre el altar mayor hay una gran pintura central de la liturgia celestial mencionada en Apocalipsis: la adoración del Cordero Místico de Dios. A la derecha hay imágenes de los profetas que incluyen a san Juan el Bautista, Noé sosteniendo el arca, David tocando el arpa, Melquisedec con pan y vino, Moisés con los Diez Mandamientos y los Tres Reyes Magos con sus dones. La imagen de Mons. M.M. Hoffmann, el párroco de cuando la iglesia fue nombrada basílica, fue añadida en 2000. A la izquierda hay imágenes de santos que incluyen a la Bienaventurada Virgen María, san Jorge con una lanza, san Lorenzo con una parrilla, san Esteban con piedras, san José con un lirio, santa Rosa de Lima con una corona de rosas, san Pedro con llaves, san Pablo con espada, san Bonifacio, san Francisco de Asis, san Francisco Javier, santa Catalina y Cecilia tocando el órgano. Durante su restauración, se agregó una imagen del reverendo George W. Heer, quien era pastor de la parroquia cuando se realizó la pintura original.
Las estaciones de la cruz que recubren las paredes laterales se instalaron en 1959. Los bajorrelieves de yeso reemplazaron el conjunto original que data de 1870, que se había deteriorado.
Las imágenes en el pasillo central se instalaron en 1998. Es el primer piso de su tipo en los Estados Unidos que combina "terrazo a base de epoxi y corte por láser de chorro de agua generado por computadora para los moldes de latón". Los símbolos del piso incluyen los escudos de armas de la Arquidiócesis de Dubuque, el Papa Pío XII, la Basílica y las insignias papales de la Tiara y las Llaves.
El órgano, de 37 rangos, está ubicado en la galería trasera. Es un instrumento personalizado, diseñado para la basílica teniendo en cuenta el tamaño de la iglesia y las cualidades acústicas del edificio. Fue construido en 1971 y reemplazó el órgano de tubos original del templo.
Debido a que uno de los roles de la basílica es servir como la iglesia del Papa en caso de que visite el área, la iglesia presenta una campana especial llamada Tintinnabulum y un paraguas llamado Umbraculum. Se ha rumoreado mucho la visita del papa en los círculos del Vaticano como parte del próximo viaje a América del Norte, programado para 2019, y se espera que los fondos sean apropiados para que el paraguas se pueda abrir por completo.